# Salvador de Iturbide y Marzán
Salvador de Iturbide y Marzán (Cidade do México, 18 de setembro de 1849 - Ajaccio, 26 de fevereiro de 1895) foi um príncipe mexicano. Foi neto do imperador Augustín de Iturbide e é bisavô do atual pretendente ao trono mexicano, Maximiliano von Götzen-Iturbide.